# Pilosella saussureoides
Pilosella saussureoides é uma espécie de planta com flor pertencente à família Asteraceae. 
A autoridade científica da espécie é Arv.-Touv., tendo sido publicada em Monogr. Pilosella & Hieracium: 13. 1873.

## Portugal
Trata-se de uma espécie presente no território português, nomeadamente em Portugal Continental.
Em termos de naturalidade é nativa da região atrás indicada.

## Protecção
Não se encontra protegida por legislação portuguesa ou da Comunidade Europeia.